# Grøn arasari
Grøn arasari (latin: Pteroglossus viridis) er en fugl i familien tukaner i ordenen spættefugle, der lever i de nordlige dele af Sydamerika.